# Дом Сосницкой земской управы
Дом Сосницкой земской управы или Дом, где находился Сосницкий совет рабочих и крестьянских депутатов  — памятник истории местного значения в Соснице. Сейчас в здании размещается Сосницкий сельскохозяйственный техникум бухгалтерского учёта.

## История
Решением исполкома Черниговского областного совета народных депутатов трудящихся от 31.05.1971 № 286 присвоен статус памятник истории местного значения с охранным № 1754 под названием Дом, где находился Сосницкий совет рабочих и крестьянских депутатов. Установлена информационная доска.
Приказом Департамента культуры и туризма, национальностей и религий Черниговской областной государственной администрации от 12.11.2015 № 254 для памятника используется новое названием — Дом земской управы.

## Описание
Дом был построен в 1910 году для земской управы.
Каменный, двухэтажный, прямоугольный в плане дом, площадью 308 м² (33х19,5 м). Симметричность здания подчёркивает ризалит, выступающий по центру за красную линию фасада. На втором этаже границы ризалита акцентированы спаренными колоннами, который завершается аттиком. Окна прямоугольные, над окнами второго этажа арочные фрамуги. Дом опоясывают межэтажный и венчающий карнизы. Над вход на втором этаже имеется балкон.
С июня 1917 года в доме работал Сосницкий совет рабочих, крестьянских и солдатских депутатов. Руководимый Сосницкая большевистской организацией, совет 07.07.1917 устранил комиссара Центральной Рады и провозгласил в городе советскую власть. Совет организовал красногвардейский отряд под командованием Д. И. Артюха (Артюхова) и ревком во главе с С. В. Шелудько, приступила к организации ревкомов в сёлах уезда. В период 6-28 мая 1919 года здесь работал Сосницкий уездный съезд Советов.
С 1930 года в здании размещается техникум защиты с/х растений, который в 1945 году был реорганизован в Сосницкий сельскохозяйственный техникум бухгалтерского учёта.
В 1947 году на фасаде дома была установлена мемориальная доска Сосницкому совету рабочих и крестьянских депутатов (мрамор), ныне демонтирована.